# Los amores imaginarios
Los amores imaginarios (en francés: Les amours imaginaires, en inglés: Heartbeats) es una película canadiense de 2010 dirigida y escrita por Xavier Dolan. Estuvo protagonizada por Monia Chokri, Niels Schneider, también protagonizada por Dolan y con la participación de Anne Dorval.
La película sigue la historia de dos amigos, Francis y Marie, que se enamoran del mismo joven a quienes ambos conocen. Fue estrenada en el Festival de Cannes de 2010.

## Argumento
Francis y Marie se encuentran con Nicolas por primera vez en una cena, donde ambos fingen desinterés por él. En el transcurso de las próximas dos semanas, los tres forman una estrecha amistad, reuniéndose periódicamente e incluso durmiendo juntos en la misma cama. Sin embargo, es claro que tanto María como Francis tienen un interés en Nicolas más allá de la amistad; Marie está visiblemente decepcionada cuando esperaba disfrutar de una cena íntima con Nicolas en un restaurante vietnamita, en lugar de eso vio a Francis y a sus amigos allí, por otra parte Francis se consume por la lujuria en la medida en que se masturba con fuerza con el olor de la ropa de Nicolas cuando se queda solo en su apartamento. Ambos se dejan llevar por las acciones de Nicolas, como comer cerezas de las manos de este por parte de Francis o decirle a Marie que la ama. Sus sentimientos conducen a la competencia entre los dos amigos para conseguir a Nicolas, su rivalidad se demuestra por los regalos que compran para su cumpleaños, en esta misma fiesta, ambos amigos pasan toda la noche sentados observando a Nicolas bailando con una misteriosa mujer con una peluca llamativa y después descubren que se trata de la madre de Nicolas.
La relación culmina en un viaje en donden residen en la casa de la madre de Nicolas. Marie se pone celosa cuando Nicolas alimenta Francis con un malvavisco, diciéndole que se lo coma lentamente como un 'estriptis', y se va a la cama temprano. A la mañana siguiente, se despierta sola y otra vez los observa retozando juntos desde lejos. Entonces decide irse, momento en el que Francis la persigue y terminan luchando en el suelo. Nicolas no está impresionado y decide irse, diciendo que él puede amarlo o dejarlo. Al regresar del viaje, no ven a Nicolas, ambos le dejan mensajes en su contestador y Marie le escribe una carta de amor. Finalmente, Francis queda con Nicolas y termina expresando sus sentimientos, diciéndole que lo ama y quiere darle un beso. La única respuesta de Nicolas es para preguntarle "¿Cómo pudiste pensar que yo era gay?", dejando Francis devastado. Más tarde, Marie se encuentra con Nicolas en la calle, y le dice que de la carta de amor se la escribió a una amiga. A partir de esto, Nicolas llega a la conclusión de que Marie tiene un amante femenina, que ella niega. Como Nicolas va a salir, afirmando haberse dejado algo en la cocina, ella le dice la verdad sobre la carta, pero esto no hace ninguna diferencia.
La película continúa con Francis y Marie volviendo a ser amigos y Nicolas mudándose a Asia. La escena final son Francis y Marie en otra fiesta cuando encuentran nuevamente a Nicolas quien intenta hablarles, pero ellos lo ignoran por completo y continúan su búsqueda de amantes para compartirlos.

## Reparto
- Monia Chokri como Marie Camille.
- Xavier Dolan como Francis Riverekim.
- Niels Schneider como Nicolas.
- Anne Dorval como Désirée.
- Anne-Élisabeth Bossé como chica joven 1.
- Olivier Morin como chico joven 1.
- Magalie Lépine Blondeau como chica joven 2.
- Éric Bruneau como chico joven 2.
- Bénédicte Décary como chica joven 3.
- Gabriel Lessard como chico joven 3.
- Bénédicte Décary como chica joven 3.
- François Bernier como ligue 1.
- Benoît McGinnis como ligue 2.
- François Xavier Dufour como ligue 3.
- Anthony Huneault como Antonin.
- Patricia Dulasne como Coiffeuse.
- Jody Hargreaves como Jody.
- Clara Palardy como Clara.
- Minou Petrowski como Caissière.
- Perrettte Sounder como Coiffeuse.
- Sophie Desmarais como Rockabill.
- Marie-Christine Cormier como Barmaid.
- Louis Garrel (aparición estelar) como invitado a la fiesta final.

## Banda sonora
| N.º | Título                                     | Duración |  |
| 1.  | «Bang Bang»                                | 3:21     |  |
| 2.  | «Pass This On»                             | 4:12     |  |
| 3.  | «Jump Around»                              | 3:36     |  |
| 4.  | «3eme sexe»                                | 4:41     |  |
| 5.  | «Cet air là»                               | 2:38     |  |
| 6.  | «Exactement»                               | 3:23     |  |
| 7.  | «Le Temps Est Bon»                         | 3:29     |  |
| 8.  | «Every Breath You Take (Sting)»            | 3:56     |  |
| 9.  | «Keep the Streets Empty For Me»            | 5:37     |  |
| 10. | «Love Without Lies»                        | 2:58     |  |
| 11. | «Preludio del acto 1 de Parsifal (Wagner)» | 8:41     |  |
| 12. | «Suite para violonchelo n.º 1 (Bach)»      | 1:44     |  |
| 13. | «Suite para violonchelo n.º 3 (Bach)»      | 2:54     |  |
| 14. | «Viens Changer Ma Vie»                     | 2:46     |  |

## Recepción
Recibió unas críticas muy positivas con las que obtuvo una calificación del 73% en Rotten Tomatoes, estableciendo que: "Una película de arte al máximo, premisa intrigante y atractivo, a veces enterrada por prospera cinematografía del director Xavier Dolan". En Metacritic, el cual utiliza un promedio de revisiones críticas, la película tiene un 70 sobre 100, indicando unas "críticas generalmente favorables".

## Premios y nominaciones
| Año  | Premios            | Categoría                     | Resultado |
| ---- | ------------------ | ----------------------------- | --------- |
| 2010 | Premios César      | Mejor Película Extranjera     | Nominado  |
| 2010 | Premios Génie      | Mejor Película                | Nominado  |
| 2010 | Premios Génie      | Mejor Realización             | Nominado  |
| 2010 | Premios Génie      | Mejor Interpretación Femenina | Nominado  |
| 2010 | Festival de Cannes | Joven Promesa                 | Ganador   |
| 2010 | Festival de Sídney | Mejor Película                | Ganador   |
| 2010 | Festival de Namur  | Premio Especial del Jurado    | Ganador   |
| 2011 | Premios Lumières   | Mejor película francófona     | Nominado  |